# 2台のピアノのための協奏曲 変イ長調 (メンデルスゾーン)
2台のピアノのための協奏曲 変イ長調 MWV O6は、フェリックス・メンデルスゾーンが1824年に作曲したピアノ協奏曲。

## 概要
当時15歳のメンデルスゾーンが、日曜朝に行われていた家族の演奏会で姉のファニーと演奏するためにこの曲を作曲したと思われ、その日付は1824年11月12日となっている。ただし、この曲は同時期の「ホ長調協奏曲」とは異なり、メンデルスゾーン姉弟の家庭教師として父のアブラハムに請われて1824年にベルリンを訪れた、イグナーツ・モシェレスから受けた影響が見られる。曲は2人の独奏者が均等な役割となるように書かれており、そのことによって冗長さ、散漫さにつながっているという批判に晒されるが、まだ15歳の少年の作品であることを考慮する必要がある。
2台のピアノと弦楽合奏の形に改められ、1827年2月20日にシュチェチンで公に初演された。この時の独奏者は作曲者と、大聖堂のオルガニストで作曲家、バリトン歌手、指揮者のカール・レーヴェであった。レーヴェはその演奏会の主催者でもあった。「ホ長調協奏曲」とともに1950年に手稿譜がベルリン州立図書館から"再発見"され、1961年に出版されている。

## 演奏時間
約42分

## 楽器編成
ピアノ独奏2、フルート2、オーボエ2、クラリネット2、ファゴット2、ホルン2、トランペット2、ティンパニ、弦五部

## 楽曲構成
伝統的な3楽章構成である。
第1楽章 アレグロ・ヴィヴァーチェ 変イ長調 4/4拍子
モーツァルトの「ピアノ協奏曲第12番」を思わせる主題で開始されるが、音楽はその影響から離れてヴィルトゥオーゾ的技巧を交えながら展開する。カデンツァはない。
第2楽章 アンダンテ ホ長調 6/8拍子
後の「ピアノ協奏曲第1番」の中間楽章のような雰囲気をたたえた楽章。
第3楽章 アレグロ・ヴィヴァーチェ 変イ長調 4/4拍子
元気のよい主題を第1ピアノが奏でて始まる。